# Mała Granacka Turnia
Mała Granacka Turnia (słow. Malá Granátová veža, niem. Kleiner Granatenwandturm, węg. Kis Gránátfaltorony) – wybitna turnia w masywie Granatów Wielickich o wysokości 2298 m n.p.m., w słowackich Tatrach Wysokich. Od masywu Rogatej Turni (dokładniej od Granackiego Rogu) oddzielona jest Wyżnią Granacką Szczerbiną, a od Wielkiej Granackiej Turni – Pośrednią Granacką Szczerbiną. Należy do grupy Granackich Turni – wyższej z dwóch części Granatów Wielickich.
Mała Granacka Turnia tworzy razem z Wielką Granacką Turnią duży masyw skalny, oddzielony dość płytko wciętą Pośrednią Granacką Szczerbiną. Mała Granacka Turnia jest dostępna jedynie dla taterników, na jej wierzchołek nie prowadzą żadne znakowane szlaki turystyczne. Dawniej była nazywana Długą Turnią, natomiast w nazewnictwie niemieckim (Jenknerturm) nazwa była nadana na cześć pierwszego zdobywcy, E. Jenknera.

## Historia
Pierwsze wejścia turystyczne:
- E. Jenkner i Pavel Čižák, 30 lipca 1905 r. – letnie
- Vojtech Korsák i Stanislav Samuhel, 17 kwietnia 1959 r. – zimowe.